# 賈扎爾帕夏

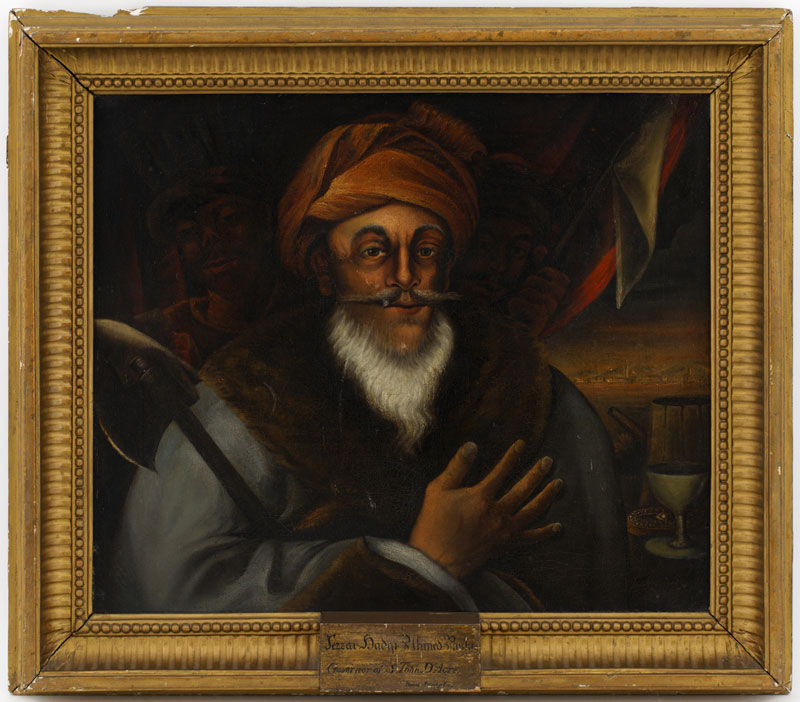
賈扎爾帕夏

賈扎爾  （约1720至30年代 – 1804年5月7日）是奧斯曼帝國時代巴勒斯坦地区的统治者。
賈扎爾生于波斯尼亞地區一个基督教家庭。賈扎爾長大後成為埃及总督阿里贝伊的刽子手，所以綽號賈扎爾（意为屠夫），之後又成為奧斯曼帝國駐沙姆省军队中的一名军官。1775年，因參與镇压扎希尔·欧麦尔有功，賈扎爾被任命为赛伊达省总督。期間分別向黎巴嫩、巴勒斯坦等地擴張並占领了贝鲁特和阿卡。他還以阿卡为首府，控制巴勒斯坦、敘利亞以及黎巴嫩。此時奥斯曼帝国苏丹對他實施羁縻政策，1780年，奧斯曼帝國讓賈扎爾擔任大马士革省省长。
1799年，拿破仑·波拿巴進攻叙利亚。賈扎爾在英国舰队的幫助下，打退了拿破仑的进攻。